# Селезов, Алексей Викторович
Алексе́й Ви́кторович Се́лезов (27 октября 1971, Москва) — советский и российский футболист, защитник.

## Карьера
В 1990 и 1991 годах играл за «Динамо-2» во второй низшей лиге. В чемпионате России дебютировал в составе московского «Динамо» 8 ноября 1992 года в матче с «Асмаралом», выйдя на замену Юрию Калитвинцеву на 68-й минуте. Всего за клуб Селезов сыграл 23 матча: 19 в чемпионате, 2 в Кубке России и 2 в Кубке УЕФА. В 1994 выступал за «Техинвест-М» в первой лиге, а с 1995 по 2006 год играл в составе тульского «Арсенала». Дважды отправлялся в аренду — в 2000 году в «Мосэнерго», а в 2004 в «Титан».

## Образование
Выпускник Российской государственной академии физической культуры.